# Burg Altdahn
Die Burg Altdahn ist die Ruine einer mittelalterlichen Felsenburg und Bestandteil der Dahner Burgengruppe im südlichen Pfälzerwald, dem deutschen Teil des Wasgaus (Rheinland-Pfalz).

## Geographie
Die Reste der Burg stehen auf etwa 318 m knapp einen Kilometer östlich der Stadt Dahn auf dem 323,1 m hohen Schlossberg. Die Anlage gehört als nordöstlichstes Element zur Dahner Burgengruppe, zu der nach Südwesten hin noch die Burgen Grafendahn und Tanstein zählen. Die drei Burgen wurden zwar nicht gleichzeitig, aber in enger räumlicher Nachbarschaft auf dem Rücken eines einzigen Berges errichtet. Eine ähnliche Form des Burgenbaus ist z. B. auch in den Vogesen im oberen Elsass bei den Drei Exen zu finden.

## Geschichte

### Bau, Nutzung und Zerstörung

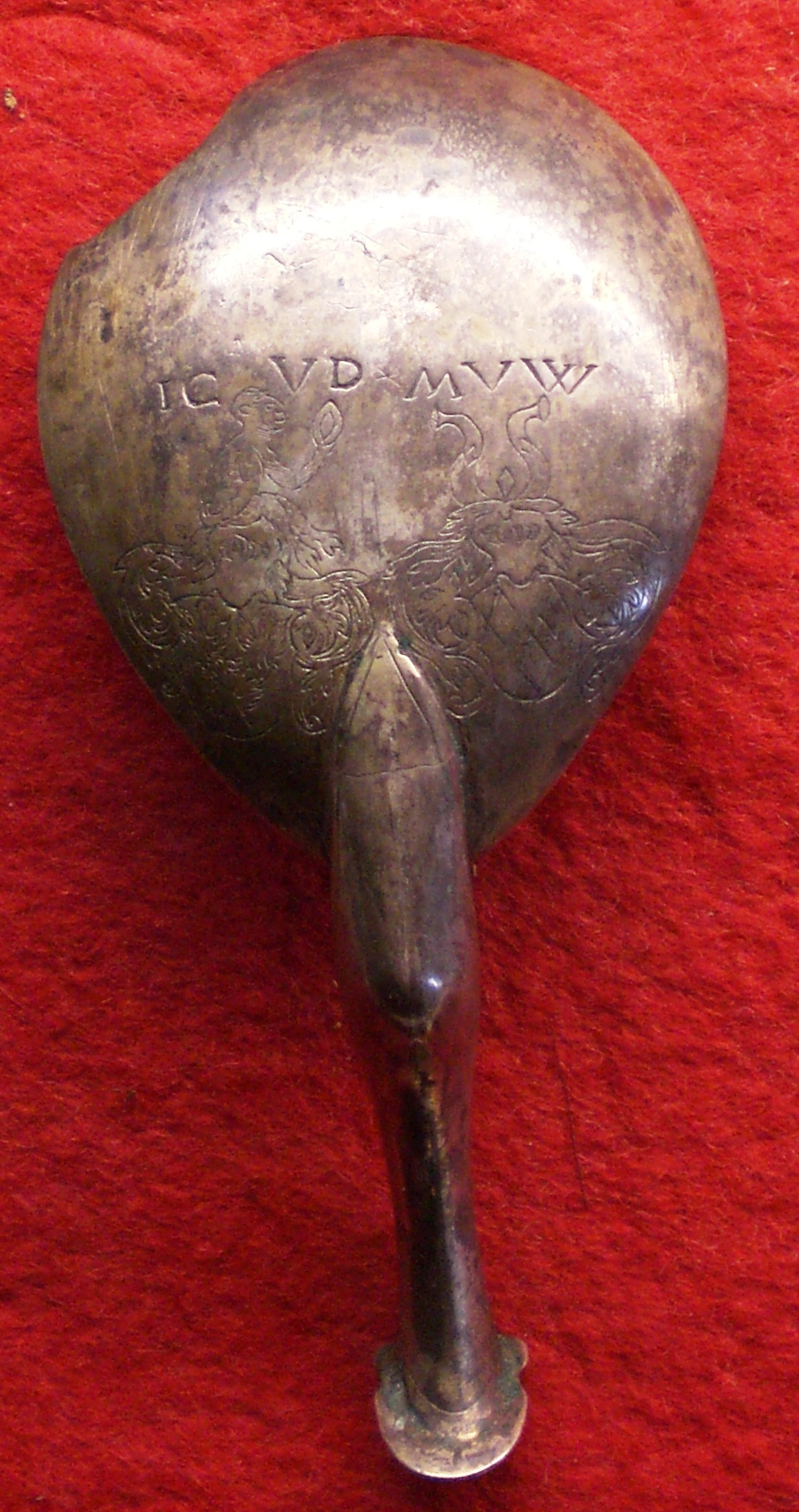
Löffel mit dem Wappen der Herren von Dahn

Altdahn wurde vermutlich Anfang des 13. Jahrhunderts erbaut. 1236 verwaltete Friedrich von Dahn die Burg als Lehnsmann des Bischofs von Speyer, der damals Konrad von Dahn hieß und wohl sein Verwandter war. Die weitere Geschichte der Burg ist gekennzeichnet von vielen Kriegen und Zerstörungen, die immer wieder von Aufbauphasen abgelöst wurden.
Erstmals zerstört wurde Altdahn 1363 im Verlaufe einer Fehde der  Herren von Dahn mit den Fleckensteinern. Im Anschluss daran bemächtigte sich ein junger Edelknecht der Burg und stellte sie notdürftig wieder her. 1372 wurde sie erneut zerstört und der Edelknecht vertrieben. 1406 erfolgten weitere Beschädigungen im Vierherrenkrieg, der von 1405 bis 1408 vor allem im 40 Kilometer westlich gelegenen Bliesgau ausgetragen wurde. 1426 und 1438 brannte die Burg jeweils ohne kriegerische Einwirkung ab. Die Familie der Herren von Dahn bevorzugte ab etwa 1570 ihr Schloss in Burrweiler als Residenz. Das Geschlecht erlosch 1603; spätestens seit diesem Jahr war Altdahn dem Verfall überlassen.
Endgültig unbrauchbar gemacht wurde die Burg durch französische Truppen möglicherweise schon 1680 oder aber zu Beginn des Pfälzischen Erbfolgekriegs 1689, als General Mélac das französische Heer anführte.
Am 11. Mai 1820 ereignete sich ein Felssturz, bei dem große Teile der verbliebenen Ruine einstürzten.

### Neuere Geschichte
Felix Mendelssohn Bartholdy besuchte am 5. August 1844 die Burgruine, um Bilder von ihr zu malen. Sie sind im Burgmuseum ausgestellt, ebenso ein mittelalterlicher Silberlöffel mit dem Wappen der Herren von Dahn.
1877 wurden vom Dahner Verschönerungsverein unter der bayerischen Regierung erste Sanierungsarbeiten durchgeführt. 1936, in der Zeit des Nationalsozialismus, wurde die Restaurierung wieder aufgenommen. Nach der Unterbrechung durch den Zweiten Weltkrieg dauert sie seit dem Jahr 1960 bis in die heutige Zeit an.
2007 wurden an einem 1100 Tonnen schweren Sandsteinblock auf der Burg Risse festgestellt. Sollte dieser zerbrechen, könnte ein Drittel der Burg zerstört werden. Geologen brachten Sensoren an dem Stein an, um die weitere Entwicklung zu beobachten. Mit Widerlagern am Boden könnte der Felsen gesichert werden; diese Maßnahme wäre jedoch sehr teuer und aufwendig. Nachdem die Sensoren keine Veränderungen am Felsen verzeichnet hatten, gaben die Fachleute im Juni 2008 Entwarnung. Die elektronischen Sensoren wurden abgebaut und durch sogenannte „Felsspione“ ersetzt, die visuell ablesbar sind; damit sollte der Felsen zwei weitere Jahre genau beobachtet werden.

## Anlage
Auf den etwa von Ostnordost nach Westsüdwest verlaufenden Felsen der Dahner Burgengruppe nimmt Burg Altdahn die beiden größten ein, die östlich liegen und insgesamt eine Länge von etwa 100 Meter besitzen. Der Zugang befand sich im Nordosten, wo noch die Toranlage und ein kleiner mit Wasser gefüllter Halsgraben erhalten ist. Die Unterburg wird im Norden von einem hufeisenförmigen Geschützturm, im Süden von einem weiteren Turm beherrscht, der eine ähnliche Form aufweist.
Nennenswerte Reste der Oberburg sind auf dem westlich gelegenen Felsen erhalten, darunter die Nordwand des Palas und ein Wartturm, der aufgrund von Erkerresten wohl auch als Abortturm gedient hat. Der südliche Teil des Palas wurde bei dem Felssturz von 1820 zerstört. Dabei wurden die Reste eines runden, sich nach unten konisch erweiternden Hohlraumes im Felsen freigelegt, der als Zisterne oder Verlies gedeutet wird. An den Resten der Ostseite ist Buckelquader-Mauerwerk erkennbar.
Der isolierte östliche Burgfelsen ist über schmale Gänge erreichbar. Er trug einstmals einen kleinen Turm.
Der Eintritt auf das Gelände ist kostenlos. Das auf dem Areal befindliche Museum mit Fundstücken ist nach telefonischer Voranmeldung geöffnet; es wird ein Eintrittspreis erhoben.

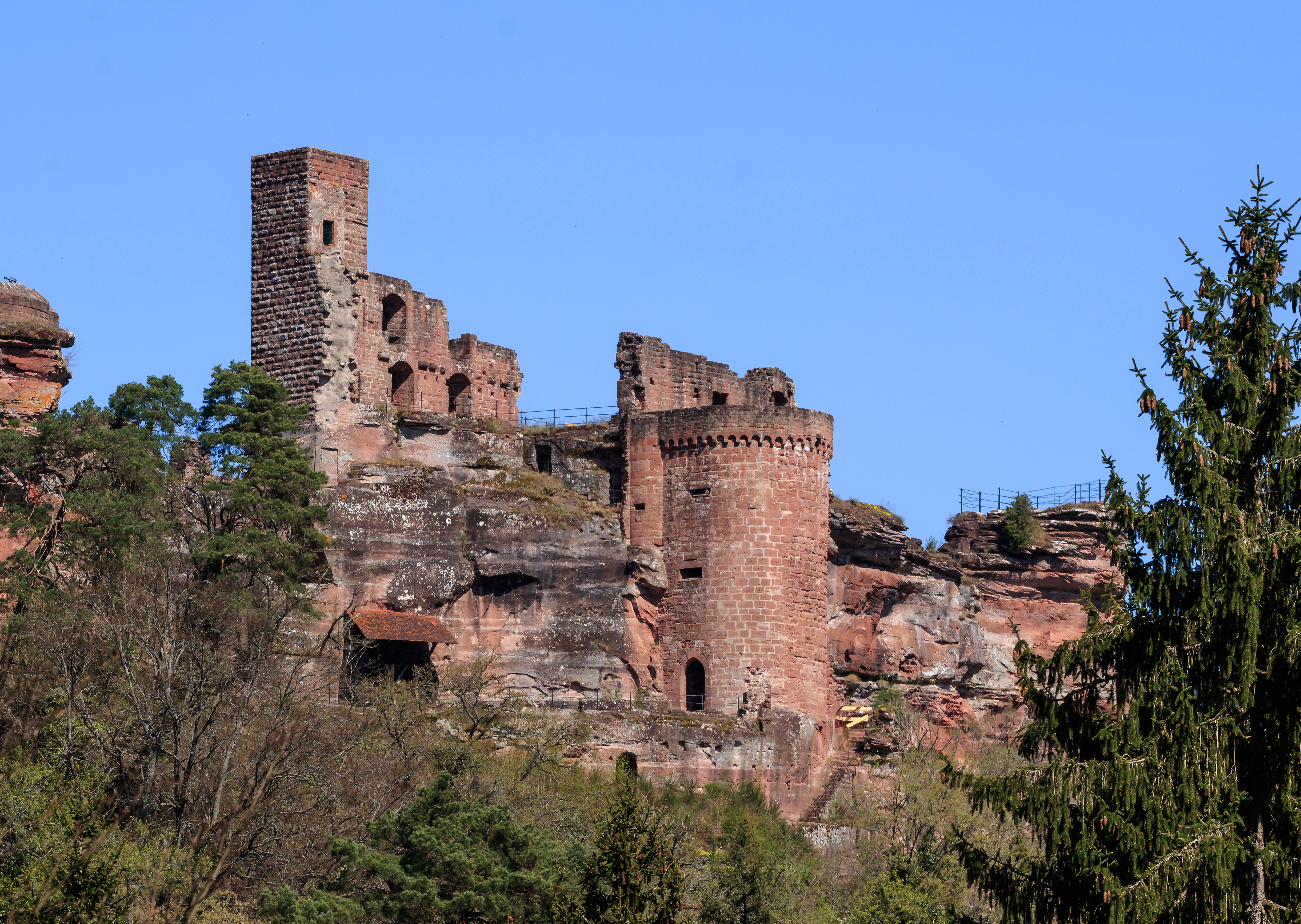
Blick von Süden
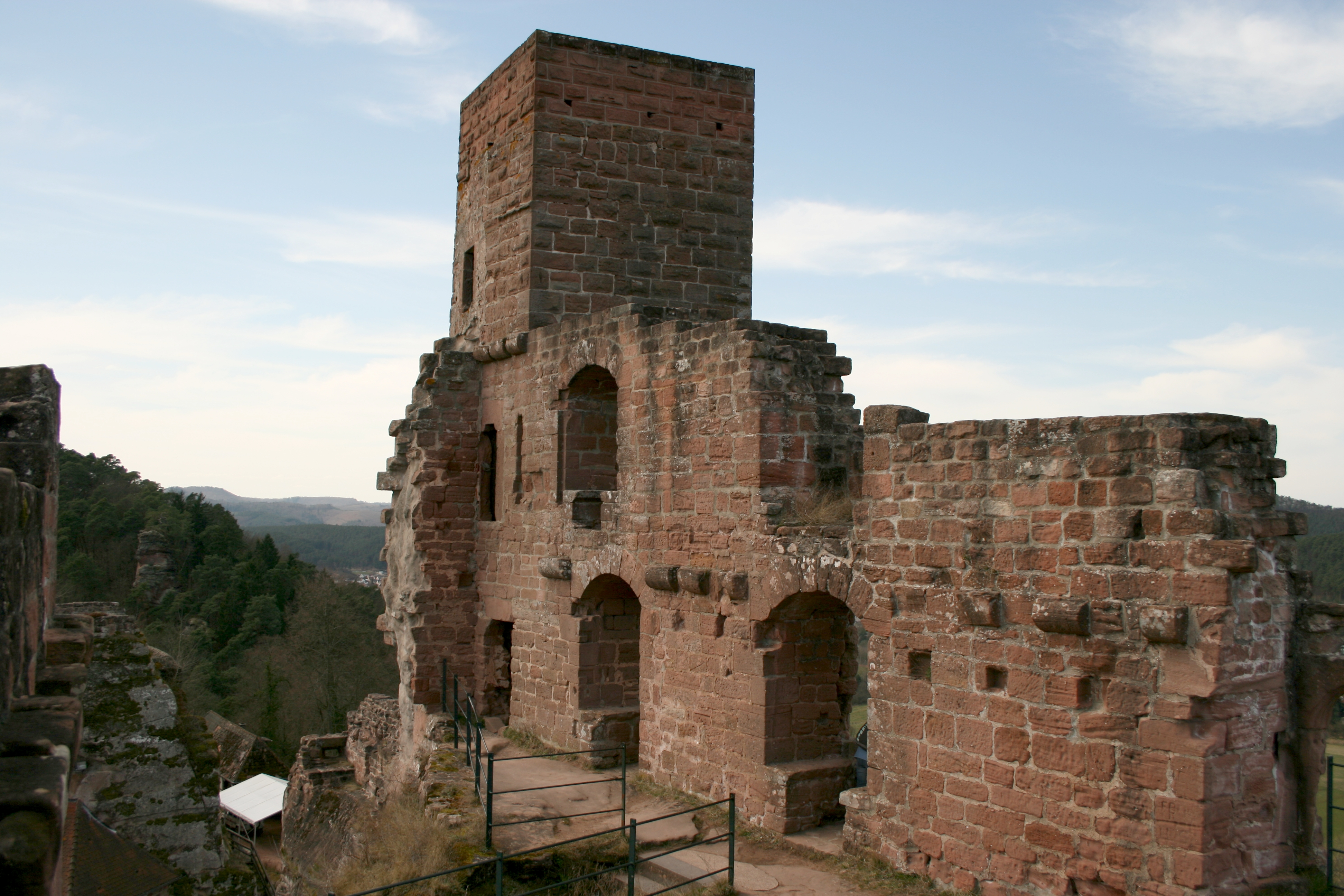
Ansicht der verbliebenen nördlichen Mauer des Palas und des Turms (März 2008)
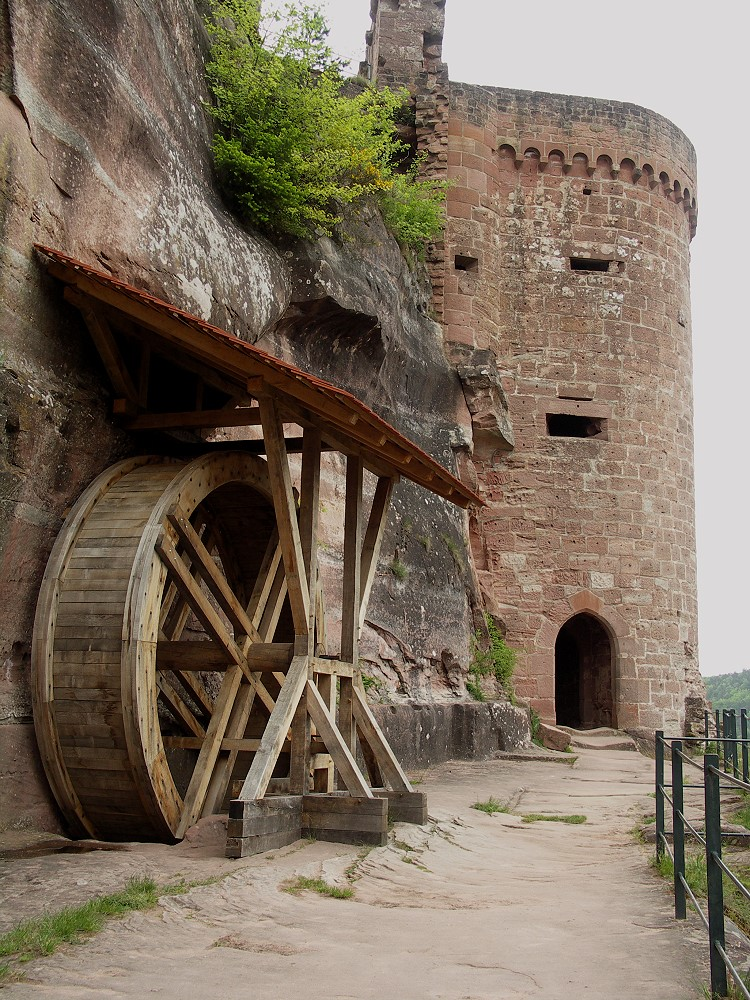
Südlicher Geschützturm und Kranrad in der südwestlichen Unterburg (Mai 2005)
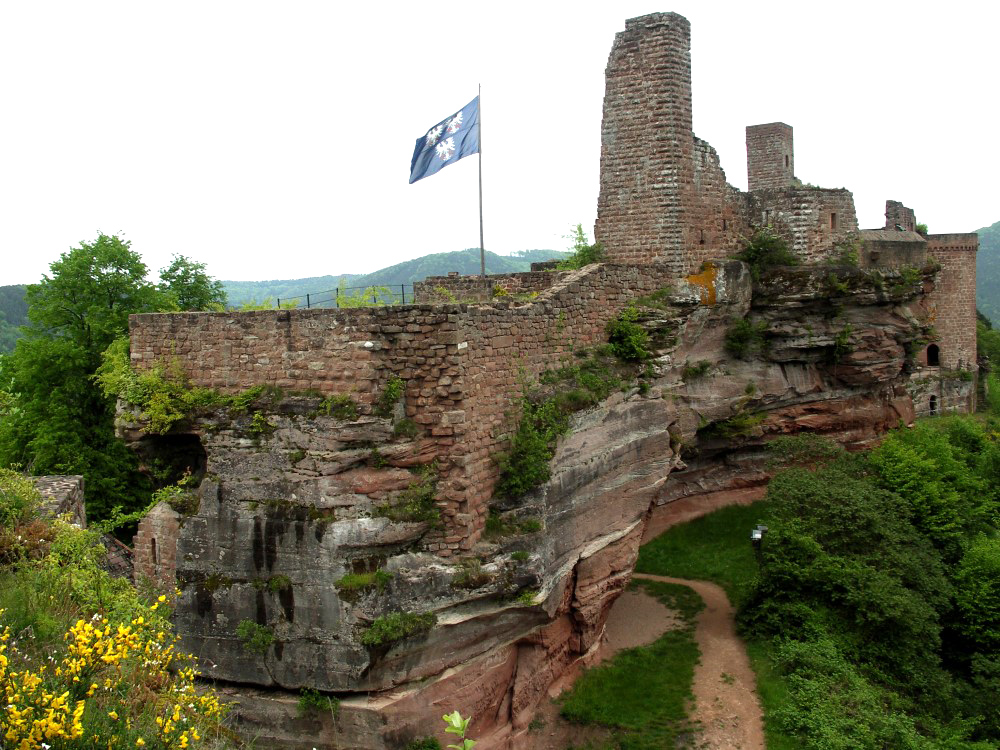
Blick von Tanstein über Grafendahn nach Altdahn (Mai 2005)
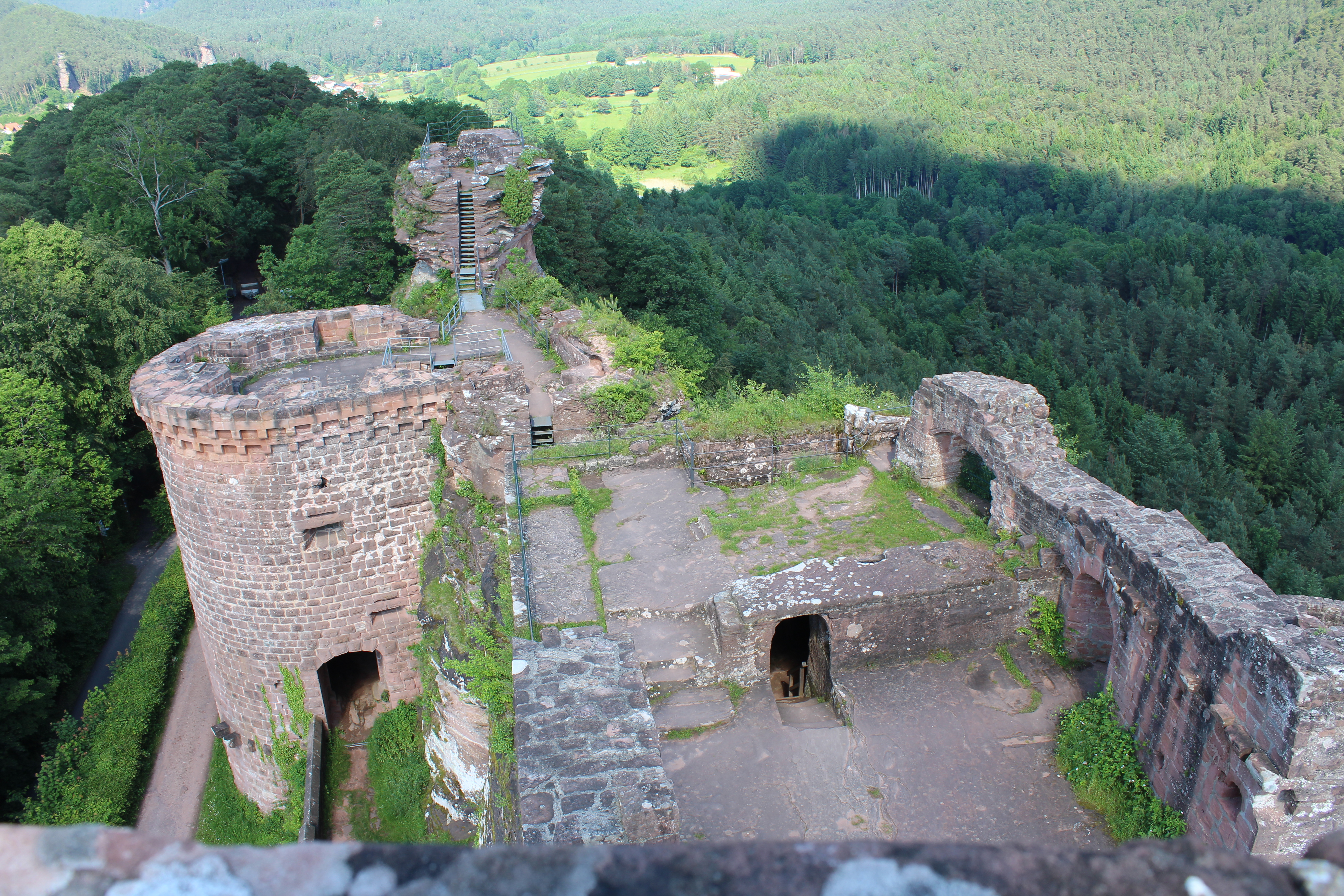
Blick vom Bergfried über den ehemaligen Palas nach Osten (Juni 2016)